# Hanna Fuchs-Robettin
Pour les articles homonymes, voir Fuchs.
Hanna Fuchs-Robettin (née Werfel, 1896-1964) est la sœur de l'écrivain Franz Werfel, épouse d'Herbert Fuchs-Robettin et égérie du compositeur Alban Berg, qui lui a dédié secrètement et cryptiquement sa Suite lyrique.

## Biographie

### Enfance
Hanna Werfel naît à Prague (alors partie de l'Empire Austro-hongrois). Elle est la deuxième des trois enfants de Rudolf Werfel, un riche fabricant de gants et articles de cuir. Sa mère, Albine Kusee, était la fille d'un propriétaire d'usine. Son frère Franz est né en 1890 et sa sœur Marianne Amalie est née en 1899. Les ancêtres de son père étaient des Juifs allemands de Bohême, notamment un grand-père qui avait servi pendant la campagne de Russie de Napoléon en tant que messager. Son grand-père était venu à Prague, où il a fait et perdu sa fortune. Son fils (le père d'Hanna) reconstruit le patrimoine de la famille. Hanna a grandi dans une belle maison sur la Marienstrasse dans la ville nouvelle. Les enfants y sont élevés par une femme, catholique tchèque du nom de Babi. Babi prenait les enfants avec elle à l'église et la famille fréquentait régulièrement la synagogue Maisel. Les Werfel étaient des Juifs assimilés avec un fort intérêt pour la musique et le théâtre, où ils allaient souvent.

### Adulte
Hanna s'est mariée à Herbert Fuchs-Robettin et ils ont eu deux enfants : Munzo (né en 1917) et Dorothea (surnommée Dodo). Hanna est connue par le surnom de Mopinka. Son mari est un industriel praguois, très enthousiaste pour la musique.
En mai 1925, Hanna commence une liaison avec un ami de son mari, le musicien Alban Berg. L'année suivante, Berg écrit sa Suite Lyrique, qui utilise une combinaison de ses initiales et de celles d'Hanna (HF) ainsi qu'une citation d'une mélodie extraite de la Symphonie Lyrique, de Alexander von Zemlinsky qui, à l'origine, porte les mots « Vous êtes les miens ». Il a donné une copie annotée de la partition à Hanna, qui la légua à sa fille Dorothea. Cette partition est aujourd'hui à la Bibliothèque Nationale d'Autriche. L'annotation se lit sur la partition :

« C'est aussi mon Hanna, qui m'a permis d'autres libertés ! Par exemple, celle d'insérer secrètement nos initiales, HF et AB, dans la musique et reliant chaque mouvement et chaque section de chaque mouvement à nos nombres, 10 et 23. J'ai écrit ceci et beaucoup d'autres significations dans la partition pour vous. ...Que ce soit un petit monument à un grand amour. »

En 1976, quatorze des lettres de Berg à Hanna ont été découvertes dans ses papiers. Certaines des lettres avaient été portées par Theodor Adorno et par Alma Mahler-Werfel.
Berg est mort en 1935. Hanna et Herbert ont fui Prague pour échapper à la persécution nazie en tant que Juifs et ont déménagé à New York. Son mari est mort en 1949, à 63 ans. Elle lui a survécu près de quinze ans.